# Otto I. (Braunschweig-Göttingen)

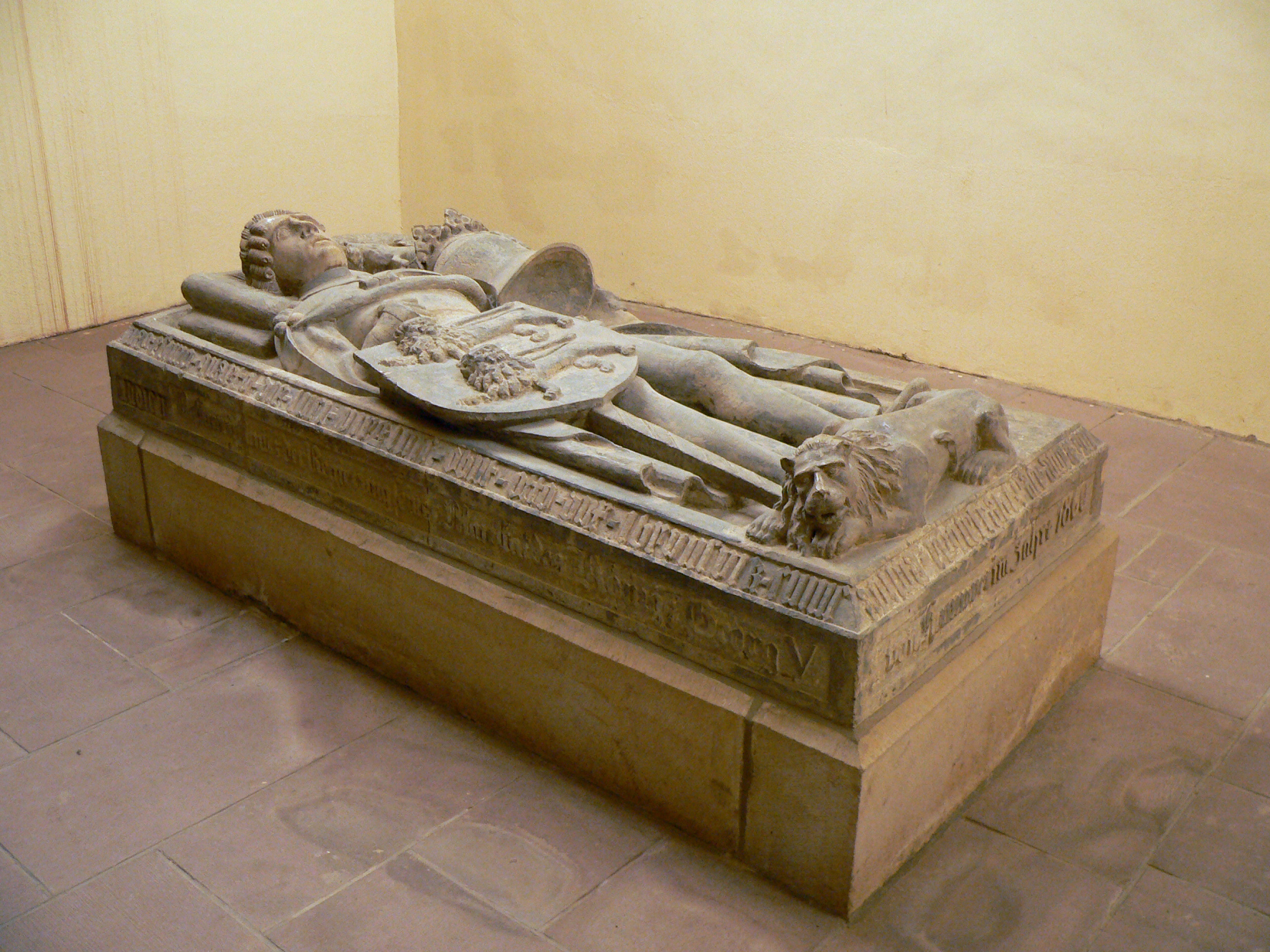
Grabmal Ottos des Quaden im Kloster Wiebrechtshausen bei Northeim. Der Kopf wurde 1860 stark restauriert

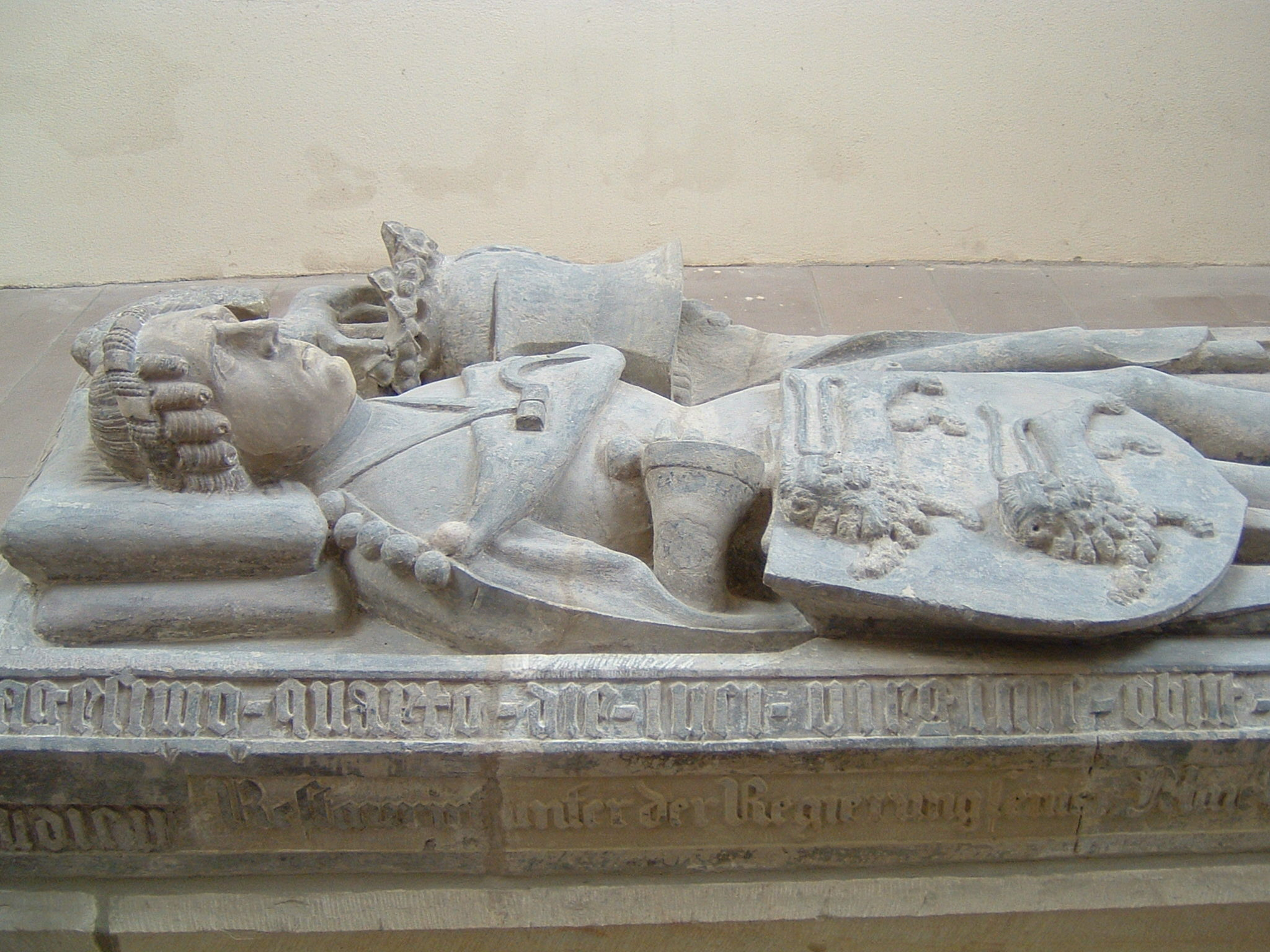
Detail des Grabmals

Otto I. von Braunschweig-Göttingen, genannt Otto der Quade (* um 1330; † 13. Dezember 1394 in Hardegsen) aus der Familie der Welfen war nomineller Herzog von Braunschweig-Lüneburg und ab 1367 Fürst im Fürstentum Göttingen.

## Leben
Seine Eltern waren Ernst I. (1305–1367) und dessen Ehefrau Elisabeth von Hessen, eine Tochter des Landgrafen Heinrich II.
Sein Vater hatte 1345 die Herrschaft im Fürstentum Göttingen übernommen. Nach einigen Jahren der Mitregentschaft übernahm Otto 1367 die Regierung in diesem kleinen und wirtschaftlich schwachen welfischen Fürstentum. Er residierte zunächst in Göttingen, wo er auch mehrere große Ritterturniere veranstaltete. Er zerstritt sich jedoch zusehends mit der Bürgerschaft der Stadt.
Otto erhielt den zeitgenössischen Beinamen „der Quade“ (niederdeutsch etwa „der Böse“). Diesen brachte ihm seine nahezu ununterbrochene Reihe von Fehden ein, die er während seiner Regentschaft führte. Otto wird beschrieben als ein markanter Vertreter des damaligen Rittertums. Er verbündete sich häufig mit den adeligen Rittern in Kämpfen gegen andere Fürsten oder gegen die Städte, deren aufblühende Macht ihm ein Dorn im Auge war. Häufig wechselte Otto in Auseinandersetzungen die Fronten und betrieb mehrere Fehden gleichzeitig.
Er verfolgte unter anderem seit 1367 Erbansprüche auf die Landgrafschaft Hessen und versuchte diese militärisch im Bündnis mit den Rittern im Sternerbund durchzusetzen. Außerdem nahm er parallel dazu am Lüneburger Erbfolgekrieg teil. Zunächst kämpfte er dabei an der Seite Magnus II. gegen die Askanier. Im weiteren Verlauf konnte er sich zwischen 1374 und 1381 kurzfristig die Herrschaft über Braunschweig sichern. Beide Unternehmungen endeten erfolglos und Otto musste sich gegen finanzielle Abfindungen zurückziehen.
1387 versuchte er, seinen Einfluss in der Stadt Göttingen durchzusetzen, er hatte dabei aber wenig Erfolg. Am 28. April erstürmten die Göttinger die herzogliche Burg innerhalb der Stadtmauern und zerstörten sie; im Gegenzug verwüstete Otto Dörfer und Ländereien in der Umgebung. Die Bürger, unter Führung des Stadthauptmanns Moritz von Uslar, konnten jedoch im Juli in einer offenen Feldschlacht zwischen Rosdorf und Grone einen Sieg über die fürstliche Streitmacht erringen. Otto musste danach im August 1387 die Freiheit der Göttinger Güter in der Umgebung anerkennen. Da die Stadt ein hohes Maß an Autonomie gegenüber den Herzögen gewann, wurde die Göttinger Burg nicht wieder aufgebaut.

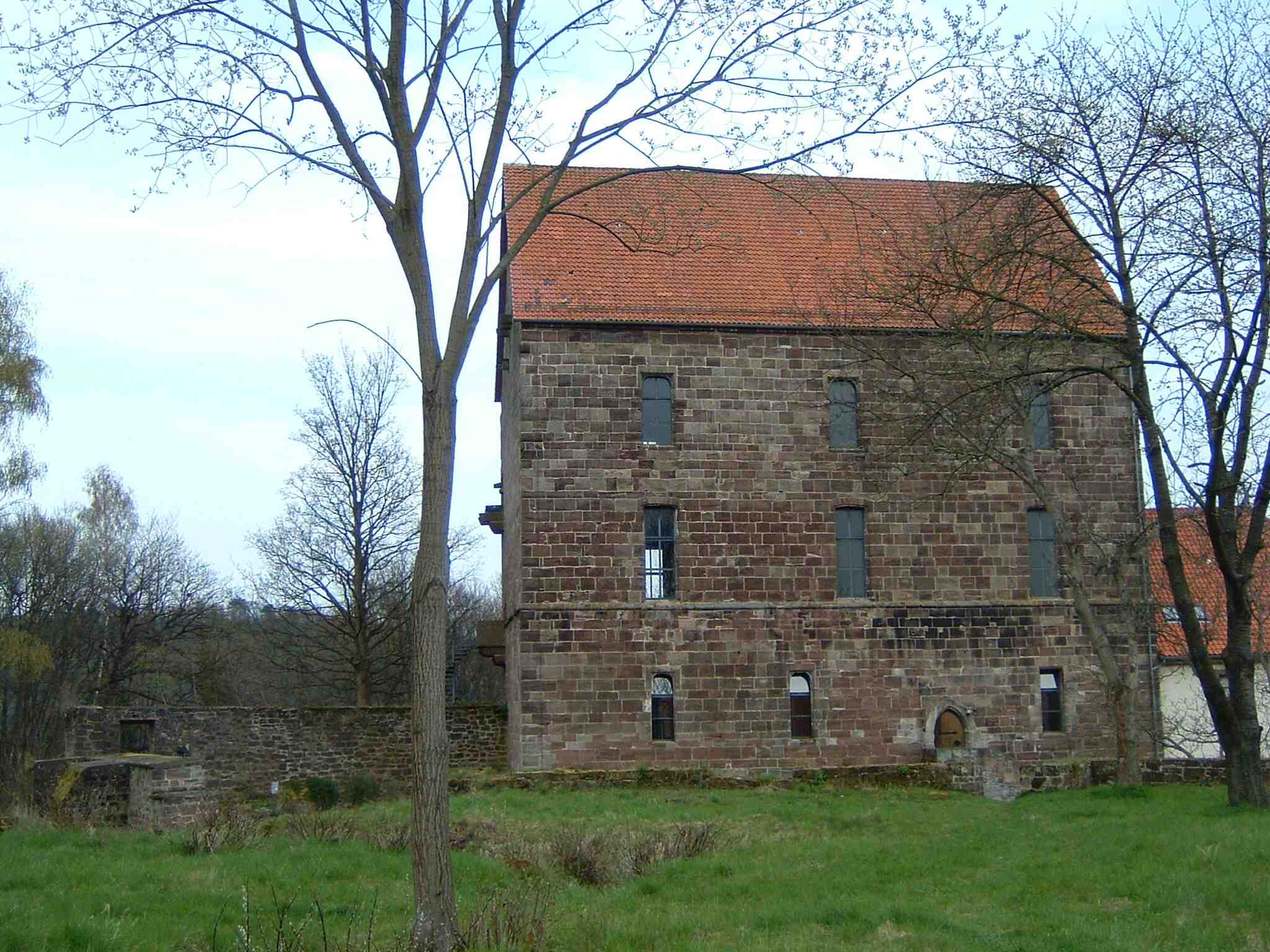
In den letzten Lebensjahren residierte Otto zumeist auf der Burg Hardegsen

Nachdem er aus Göttingen vertrieben worden war, musste Otto in Hardegsen residieren, wo er 1379 von den Herren von Rosdorf die Burg Hardegsen erworben hatte. Dort starb er auch 1394. Zu dem Zeitpunkt lebte er im Kirchenbann, weil er die Kirche St. Martin in Kirchgandern im Jahre 1392 verwüstet hatte. Aus diesem Grund wurde er in ungeweihter Erde nördlich der Klosterkirche von Wiebrechtshausen bei Northeim beerdigt. Erst später wurde er postum aus dem Kirchenbann gelöst, woraufhin über dem Grab eine später mit der Kirche verbundene Kapelle errichtet wurde.
Insgesamt wird Ottos Herrschaft negativ gewertet, weil er seine Kräfte überschätzte und sie in zu vielen Unternehmungen zersplitterte. Seinem einzigen Sohn Otto Cocles (der Einäugige) († 1463) hinterließ er ein verschuldetes und politisch ungeordnetes Land.

## Familie
Otto heiratete am  19. November 1357 (oder 14. Januar 1358) Miroslawa von Holstein-Plön († um 1376), eine Tochter des Herzogs Johann III. von Holstein-Plön. Nach dem Tod seiner ersten Frau heiratete er 1379 Margarete von Berg (* ca. 1364; † 1442), eine Tochter des Grafen Wilhelm II. von Berg. Das Paar hatte mehrere Kinder:
- Wilhelm (1370–1391)
- Otto II. (* um 1384; † 18. Februar 1463) ⚭ 1406 Agnes von Hessen († 16. Januar 1471)
- Anna (* 1387; † 27. Oktober 1426)

⚭ 1402 Markgraf Wilhelm I. von Meissen (* 19. Dezember 1343; † 9. Februar 1407)
⚭ 1413 Graf Wilhelm I. von Henneberg-Schleusingen (* 31. Juli 1384; † 7. Juli 1426)
- Elisabeth ⚭ 1405 Herzog Erich von Braunschweig-Grubenhagen († 1427)